# Platinski metali
Skupini platinskih metala pripada šest prijelaznih elemenata koji se u periodnom sustavu elemenata nalaze u petoj i šestoj periodi neposredno ispred srebra i zlata. To su rutenij (Ru), rodij (Rh), paladij (Pd), osmij (Os), iridij (Ir) i platina (Pt).

## Svojstva
Platinski metali imaju slična kemijska svojstva i zajednička im je velika otpornost na djelovanje većine kemijskih sredstava. Otporni su na habanje i gubitak sjaja što ih čini (pogotovo platinu) pogodnim za izradu nakita te imaju odlične visoko-temperaturne karakteristike i stabilna električna svojstva.
U otopini tvore velik broj kompleksnih iona. Također stvaraju koordinacijske spojeve s ugljikovim monoksidom i drugim pi-vezajućim ligandima. Postoji i velik broj kompleksa u kojima je vodikov atom direktno povezan s metalom.
Platinski metali i njihovi spojevi imaju veliku katalitičku aktivnost.

## Primjena
Platina, legure platine i iridij koriste se kao materijali za izradu reaktora za rast monokristala, naročito oksida. Kemijska industrija koristi znatne količine katalizatora od platine ili legure platine i rodija za kataliziranje djelomične oksidacije amonijaka čime se dobiva dušikov oksid, sirovina za gnojiva, eksplozive i dušična kiselina.
U posljednje vrijeme platinski metali su postali važni kao katalizatori u sintetičkoj organskoj kemiji.